# 范家寨镇
范家寨镇，是中华人民共和国陕西省宝鸡市凤翔区下辖的一个乡镇级行政单位。

## 行政区划
范家寨镇下辖以下地区：
范家寨村、大沙凹村、西干河村、湫池庙村、老女沟村、临阵坡村、沈家沟村、张家沟村、双冢村、盐坎村、乔家堡村、董家河村和赵村营村。